# Franca Pisani
Franca Pisani (Grosseto, 1956) è una pittrice, scultrice e artista italiana.

## Biografia
Nasce a Grosseto in una famiglia di artisti, dividendosi tra la Maremma e l’Isola d’Elba. Giovanissima, entra in contatto con il pittore e scultore Alessio Sozzi che la avvicina alle tecniche artistiche. Ottenuto il diploma presso il liceo artistico sperimentale di Firenze, frequenta prima il biennio della facoltà di architettura; poi i corsi della facoltà di lettere D.A.M.S. di Bologna, dove si trasferisce e dove entra in contatto con Eugenio Miccini e Ketty La Rocca che la segneranno profondamente nel proprio percorso: con Miccini condivide l'esperienza poetico-letteraria-performativa propria della poesia visiva; con la seconda un approccio concettuale all'intervento artistico: nel 1976 nasce dunque l'esperimento di poesia visiva di Album Operozio, pubblicazione artistica manuale e indipendente che nel biennio di attività (1976-78, sei numeri) garantisce agli artisti invitati una totale libertà espressiva, in aperta polemica con l'arte tradizionale della quale si rifiutano tecniche, supporti e finalità. A questa rivista-opera segue Manumissio del 1977 con il quale Franca Pisani redige un manifesto lontano dall'arte concettuale a temperatura fredda mentre auspica un ritorno sempre più serrato al manufatto e, di conseguenza, all'artista in quanto individuo.
Tra la fine degli anni settanta e tutto il decennio successivo, Pisani si allontana dalle scene pubbliche per rifugiarsi in una ricerca segnico-formale di stampo sia personale che sociale. Sempre più rare diventano le sue apparizioni pubbliche. Con l'approssimarsi del nuovo millennio invece si rinnova il suo interesse per il "segno" che diventa, per lei, elemento di ribellione passiva nei confronti dell'arte imperante. Numerose in questo periodo sono le collaborazioni con enti museali, istituzioni pubbliche e gallerie private sul panorama sia nazionale che internazionale. Si ricordano la personale alla gallerie "Alain Couturier" (Nizza, 2003); la collaborazione con l'Eglise Saint Francois de Paule (Nizza, 2003) per la quale realizza l'installazione Monocrome Baroque; la personale presso la galleria Maretti (Montecarlo - Principato di Monaco, 2004); la collaborazione con il Palais de les Exposition (Nîmes, 2005) con una nuova installazione (I monocromi); la personale "Attitudini all'infinito" alla galleria "Art Time" (Brescia, 2005). Inoltre degne di nota sono: la personale Il gioco e il mito presso il museo "Marino Marini" (Firenze, 2008); la personale Attraversamenti a Palazzo Sant'Elia (Palermo, 2010); la personale Captain Courageous a cura di F. Foert e G. Ranzi presso il Museo di arte contemporanea Hamburger Bahnhof (Berlino, 2013) a seguito della quale il suo "doppio autoritratto" realizzato per la mostra Dietrofront. Il lato nascosto delle collezioni (Galleria degli Uffizi, Firenze, 2014) viene inserito nella collezione permanente della galleria fiorentina ed esposto nel corridoio vasariano nella sezione "Autoritratti". Infine si ricordano: DonnArchitettura. Pensieri, idee, forme al femminile sviluppata all'interno della facoltà di architettura di Firenze; Archeofuturo al museo di arte contemporanea di Palazzo Collicola (Spoleto - PG, 2014); Terra amica. Arte, moda e musica dell'Italia contemporanea a Vienna, presso l'Istituto italiano di cultura di Palazzo Sternberg (Vienna, 2017); la personale Codice archeologico - Il recupero della bellezza al MACRO Testaccio (Roma, 2017); l'installazione Shoah memoria collettiva a cura di C. Fiumian realizzata presso l'auditorium dell'orto botanico di Padova; Succisa VIRESCIT. La forza della rinascita nel museo d'arte dell'abbazia di Montecassino (Montecassino - FR, 2019).
Franca Pisani è presente anche alla Biennale di Venezia: nel padiglione della Repubblica Araba Siriana nel 2009, in Arsenale nell'edizione del 2011 e ancora nel padiglione della Repubblica Araba Siriana nel 2017. 
Hanno scritto di lei: Cristina Acidini, Gabriele Boni, Roberto Capitanio, Giovanna Giusti, Gianluca Marziani, Luca Nannipieri, Gianluca Ranzi, Alessandro Riva, Maurizio Sciaccaluga, Carlo Sisi, Marzia Spatafora, Duccio Trombadori, Melanie Zefferino.